# Gard
Gard (30) ou Gardão é um departamento francês localizado na região administrativa da Occitânia, sua capital é a cidade de Nîmes. Deve o nome de Gard (ou Gardon), ao rio Gard, que o atravessa.

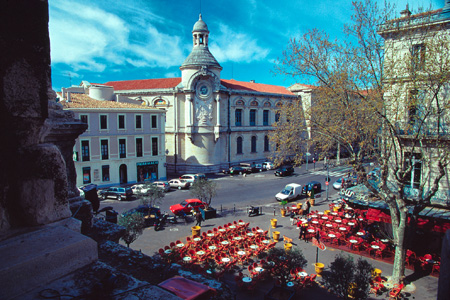
Vista da cidade de Nîmes.

## História
O departamento foi criado durante a Revolução Francesa, em 4 de março de 1790 e em execução da lei de 22 de dezembro de 1789, com base na província de Languedoc.

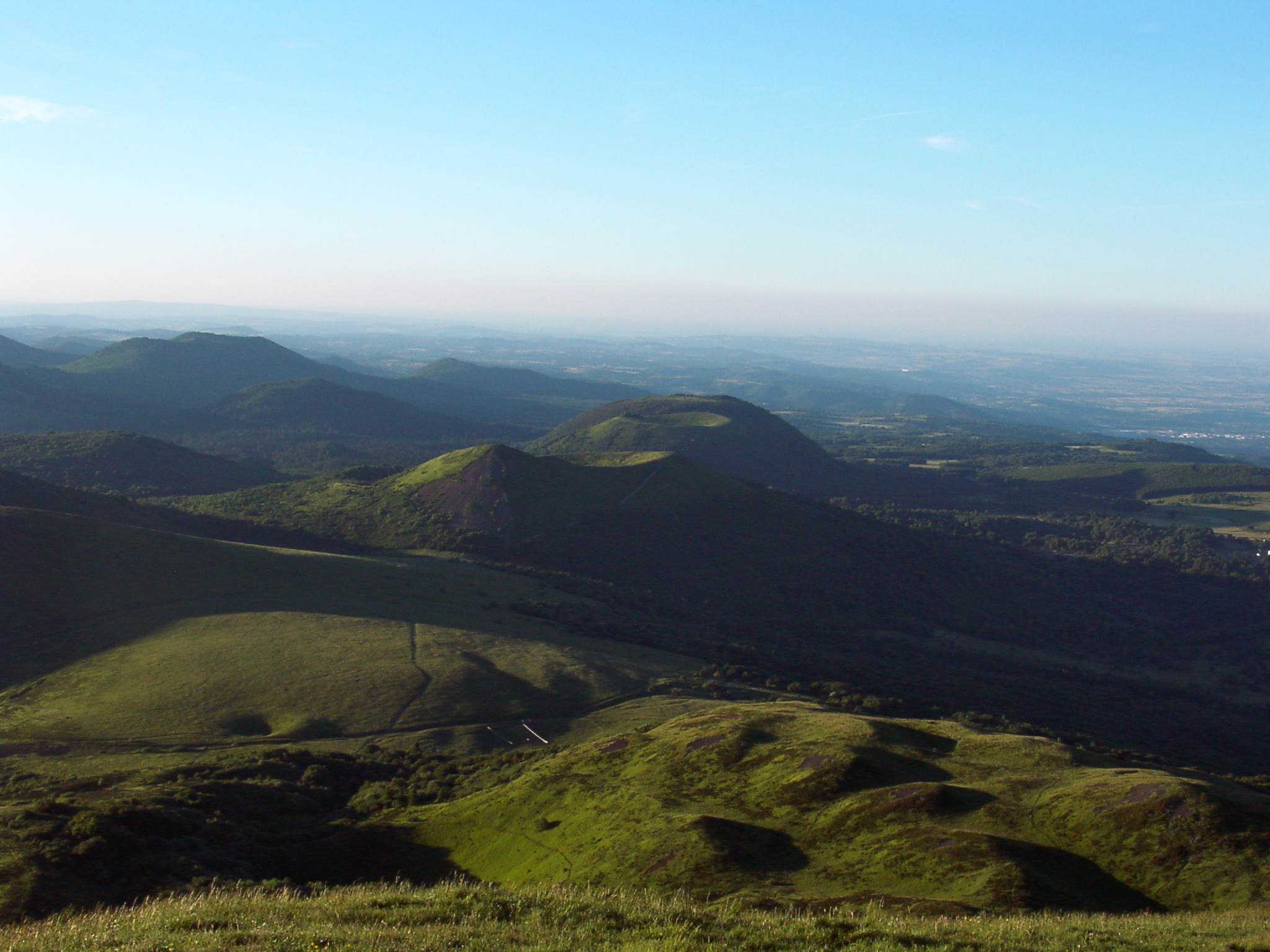
Vista do Maciço Central, onde está o monte Aigoual.

## Geografia
O departamento faz parte da região da Occitânia e faz fronteira com os departamentos de Bocas do Ródano, Ardecha, Vauclus, Erau, e Losera. O seu ponto culminante está no monte Aigoual.

## Clima
O clima do departamento é típico mediterrâneo.